# ورزشگاه اشتر دو کازرنه
ورزشگاه آفاس، یک ورزشگاه فوتبال در شهر مشلان، بلژیک است. این ورزشگاه محل برگزاری بازی‌های خانگی باشگاه فوتبال مشلان و یکی از ورزشگاه‌های لیگ برتر فوتبال بلژیک است و گنجایش آن ۱۶٬۶۷۲ نفر می‌باشد. ورزشگاه اشتر دو کازرنه نیز نامیده می‌شود به معنی «پشت پایگاه ارتش». به دلیل اینکه یک زمانی ورزشگاه در پشت یک پایگاه ارتش قرار داشت. سال‌ها می‌گذرد و دیگر این پایگاه نظامی وجود ندارد اما مردم همچنان نام اشتر دو کازرنه را به‌کار می‌برند.